# Doverska vrata
Doverska vrata su morski prolaz između europskog kontinenta i otoka Britanije. Na engleskom se zove Strait of Dover, a na francuskom Pas de Calais. S britanske strane nalazi se grad Dover, a s francuske rt Gris Nez i grad Calais.
Širinom od 32 kilometra Doverska vrata su najuži dio La Mancha. Dubine je od 35 do 55 metara.
Prolaskom kroz Doverski prolaz se iz La Manchea uplovljava u Sjeverno more.
Glavne luke u Doverskim vratima su Calais u Francuskoj te u Engleskoj Folkestone i Dover. Vrlo je prometan. Promet se obavlja trajektima i hoverkraftima, a od 1994. ispod Doverskih vrata otvoren je željeznički podmorski tunel zvan Eurotunel.
Zbog svog položaja od iznimne je strateške važnosti. Početkom 1915. uspostavljena je protupodmornička i protubrodska obrana radi zatvaranja i nadzora uplovljavanja u La Manche. Ta mjera zvala se Doverska baraža, a uključivala je položene mine na ulazu u Doverska vrata. Prolaz je 20. travnja 1917.  bio poprištem pomorske bitke između Britanske i Njemačke carske mornarice.